# 정부중앙청사 화재
정부중앙청사 화재 사건(政部中央廳舍火災事件)은 2012년 10월 14일 13시 25분쯤 60대 한 남성이 서울의 정부중앙청사에 들어와 불을 낸 사건이다. 이 사건은 사용중지된 과거의 신분증과 비슷한 양식이었으나 무궁화 표시와 소속 부처명이 누락된 명백한 위조 신분증을 이용하여 정문을 무사히 통과하여 정부청사의 관리 체계가 허술하다는 비판을 받았다. 거기다가 정문으로 들어온 이후 아무런 제지도 받지 않고 18층까지 올라가 교육과학기술부 사무실에 불을 질렀다. 이 남성은 시너와 휘발유 등의 인화성 물질을 가방에 넣어와 미리 계획된 범행이라는 인상을 주었으며 불을 붙이는데 근처에 있던 서류를 사용하여 불을 지른 것으로 알려져 중요한 국가문서가 훼손될 뻔하기도 했다. 직원들에게는 불이 났다고 대피시킨 후에 화분을 던져 창문을 깬 후 그대로 투신하였고 병원으로 이송되었으나 목숨을 구하지는 못했다.

## 같이 보기
- 정부중앙청사경비대